# Désiré Beaulieu
Marie Désiré Martin Beaulieu (født 11. april 1791 i Paris, død 21. december 1863 i Niort) var en fransk musiker.
Beaulieu har skrevet en del kantater, et rekviem og et par operaer, ligesom han har udgivet musikteoretiske og musikhistoriske værker, blandt hvilke må nævnes Du Rythme (1852). Beaulieu’s hovedfortjeneste var imidlertid oprettelsen af Association musicale de l'Ouest, i hvilken han med dygtighed og energi virkede for opførelsen af god, særlig klassisk musik; senere stiftede han en lignende forening i Paris.